# اورانسون (ژرس)
اورانسون (به فرانسوی: Aurensan) یک کمون در فرانسه است که در canton of Riscle واقع شده‌است. اورانسون ۶٫۳۳ کیلومتر مربع مساحت دارد ۱۷۰ متر بالاتر از سطح دریا واقع شده‌است.